# Mesochorus aestivus
Mesochorus aestivus är en stekelart som beskrevs av Dasch 1974. Mesochorus aestivus ingår i släktet Mesochorus och familjen brokparasitsteklar. Inga underarter finns listade i Catalogue of Life.